# Прљави рат
Прљави рат (шп. Guerra Sucia) односи се на државни тероризам у Аргентини усмерен против опозиције, неколико хиљада левичара и левичарских милитаната, револуционара, синдикалиста, студената, новинара, марксиста и герилаца Хуана Перона и њихових симпатизера. Герилске групе Монтонерос и Народна револуционарна војска (ЕРП) су биле главне мете те кампање. Бруталну „антикомунистичку“ кампању покренула је десничарска војна влада диктатора Хорхеа Рафаела Видала од 24. марта 1976. до повратка цивилне власти у Аргентини 1983. Тачна хронологија почетка политичке репресије је још увек нејасна међу неким историчарима, пошто су синдикалисти били мета атентата још 1973, а индивидуални случајеви државног насиља против „перонизма“ и левице су се јављали још 1950-их (Бомбардовање Плаце де Мајо). Масакр у Трелеву 1972, деловање Аргентинске антикомунистичке алијансе од 1973. и „проглас о уништењу“ левичарских герилаца Изабеле Перон током Операције Независност 1975, су такође предложени као датум почетка „Прљавог рата“.
Процене о броју убијених и несталих у том раздобљу сежу од 9.000 до 30.000.

## Хронологија
Године 1955, након два неуспешна покушаја, спроведен је успешни пуч против Хуана Перона и његове демократски изабране левичарске владе, што је довело до забране „Перонизма“ од војне хунте. Покрет отпора почео је да се организује након преузимања владе, на радним местима и синдикатима. С временом, како је делимично враћена демократска слобода али нису поштована обећања о политичким слободама „Перонизма“, појавиле су се герилске групе у 1960-има,. али су убрзо поражене. Герилци „Фуерцас Армадас де Либерасион“ (ФАЛ) су у априлу 1969. извршили напад на Кампо де Мајо где су украли 100-тинак пушака од пешадије „Патрисиос“. С временом, герилске групе су се консолидовале јер се ФАР придружио Монтонеросима а ФАП и ФАЛ су укључени у ЕРП. Хорхе Рикардо Масети, вођа Народне герилске војске (ЕГП), је према неким проценама био први човек који је нестао у Прљавом рату. Године 1970, један од вођа пуча из 1955, Педро Еухенио Арамбуру, је отет од Монтонероса, у првој војној офанзиви. Те године, основан је и марсксистички покрет Народна револуционарна војска (ЕРП).
Раних 1970-их, високи војни и полицијски функционри су отети и убијени у готово недељним рацијама левичарских милитаната. Екстремна левица је такође била укључена у бомбардовање и уништавање великог броја зграда у 1970-има, углавном војним и полицијским локацијама. Но каткад су мета били и невладини објекти, као што је Шератон хотел у Буенос Ајресу, који је бомбардован 1972.
Године 1973, како се Хуан Перон вратио из егзила, масакр у Езеизу је означио крај савеза левих и десних фракција „Перонизма“. Године 1974, Перон је повукао своју потпору Монтонеросима махом пре своје смрти, а екстремно десничарска паравојна јединица Аргентинска антикомунистичка алијанса се појавила током председништва његове удовице. Појачала се оружана битка, тако да је 1975. Изабела Мартинез де Перон потписала број уредби према којима се војсци и полицији даје слободна рука у уништењу левичарске субверзивности, поглавито оружане активности ЕРП-а у провинцији Тукуман. Мартинез де Перон је протерана 1976. године. Од те године до 1981, војна хунта Виделе (а након њега Роберто Виола и Леополд Галтијери су само наставили са истом политиком) је била одговорна за незаконита хапшења, мучења, убијања и нестајање хиљада људи, поглавито синдикалиста, студената и активиста, чак и након што су интерно потврдили да је оружани отпор, јавно оправдање за њихове поступке, био елиминисан. Виделина диктатура је назвала свој системски прогон аргентинских грађана „процесом народне реорганизације“. Аргентинске безбедносне службе и бригаде смрти су радиле заједно са осталим јужноамеричким диктатурама у оквиру Операције Кондор.

## Злочини
Одређени левичари су отети или неправомоћно ухапшени, одведени у тајне, импровизоване, каткад чак и подземне сабирне логоре где су их Виделини војници испитивали, мучили и убијали. Чак су и бебе, које су родиле затворене жене, остале у тим заточеничким центрима, за које се процењује да их је било 350 широм Аргентине, у облику затвора, логора или подрума. Већина жртава су према истражној комисији били ненаоружани герилци или активисти, међу њима и француске опатице Леони Дике и Алис Домон. Алисија Партној, студенткиња и активисткиња „Покрета омладине Перонизма“, ухапшена је у својем дому и одведена од своје 2-годишње кћери 12. јануара 1977. године. Војска ју је одвела у логор „Мала школа“ где је преко три месеца морала да носи повез на очима док су је држали у нељудским условима, мучили и злостављали, да би потом две године провела у затворима без подигнуте оптужнице, пре него је побегла у САД.
Стотине отетих мушкараца је стрељала бригада смрти широм земље. 13. децембра 1976, 22 особе су стрељане у граду Маргарита Белен. Адолфо Перез Ескивел, активист за људска права, је ухапшен и мучен 14 месеци у логору. Но преживео је и касније је добио Нобелову награду за одбрану људских права у Аргентини.
Рамон Кампс је часопису „Кларин“ 1984. изјавио да је организовао 5.000 отмица и користио мучење као метод испитивања, те да је оправдавао одвајање беба од затвореница јер субверзивни родитељи одгајају субверзивну децу. Један од најбизарнијих детаља смакнућа су наводни „летови смрти”, у којима су затвореници бацани живи из летећих авиона.
Након што је у 1982. у предграђу Буенос Ајреса пронађена прва масовна гробница са 440 тијела несталих противника хунте, најављене су истраге и суђења. Процене смртности жртава у раздобљу од 1976. до 1983. сежу од 9.000 до 30.000.

## Суђења
Амнести интернашонал је 1979. објавио да је око 15.000 особа нестало, отето, мучено и вероватно убијено, док су аргентински активисти за људска права навели да је број несталих вероватно око 12.000. Документи пронађени 2006. откривају да су 1978. чилеански агенти у Аргентини известили да је аргентинска војска имала 22.000 интерно документираних случајева о убиствима и отмицама. Око 8.600 несталих и отетих затвореника у облику ПЕН-а (Poder Ejecutivo Nacional) је напослетку ослобођено због међународног притиска.
Раул Алфонсин и његова влада преузели су власт 1983. и кренули са процесуирањем тих злочина, што је довело до случаја без преседана у Јужној Америци - суђење војној хунти. Основано је и „Народно поверенство за нестале особе“ (ЦОНАДЕП) како би се истражила и разјаснила судбина хиљаде несталих људи. Видела и Едуардо Масера, бивши заповедник морнарице, су 1985. године били осуђени на доживотни затвор због кршења људских права. Генерал Видела је био у кућном притвору због оптужби да је умешан у отмице деце. Адмирал Масера је такође био у кућном притвору због оптужби да је био умешан у отмице грађана, но након што је 2002. године преживео мождани удар, суд је досудио да није способан пратити суђење те је пуштен. Видела је 1985. године осуђен због убиства 66 особа, мучења 93 особе и незаконитог затварања више од 300 особа. Масера је тада био осуђен због три убиства, мучења 12 особа и незаконитог затварања 93 особе. Помиловања која је 1990. године доделио бивши председник Карлос Менем, како би закључио са тамном страном аргентинске прошлости, проглашена су 2006. противуставнима те су оптуженици враћени у затвор.
Од 2007, аргентински судови су оптужили 170 учесника репресије. Свеукупно је 99 аргентинских службеника оптужено за геноцид. Године 2000. је један од њих, Рикардо Мигел Каваљо, ухапшен у Канкуну. Адолфо Силинго, бивши службеник морнарице, је на суду у Шпанији проглашен кривим за злочин против човечности те осуђен на 640 година затвора. Аргентински је суд осудио злочине војне диктатуре тог раздобља те их означио као злочин против човечности и као геноцид.

## Филмске адаптације случаја
- Службена прича (1985)
- Ноћ оловака (1986).[29]
- Olympic Garage (1999).
- Камчатка (2002)
- Cautiva (2003).
- Imagining Argentina (2003)
- Хроника бега (2006)
- The Disappeared (2007)[30]
- Los Escuadrones De La Muerte (Бригада смрти), (књига и филм)[31]
- Nuestros Desaparecidos (2008)[32]